# Chocophorus solisi
Chocophorus solisi is een vlinder uit de familie van de vedermotten (Pterophoridae). De wetenschappelijke naam van de soort is voor het eerst geldig gepubliceerd in 1994 door Gielis & Matthews.